# Heinkel He 114
Le Heinkel He 114 est un hydravion à flotteurs sesquiplan conçu dans les années 1930 pour servir au sein des forces de l'Allemagne nazie. Il participa à la Seconde Guerre mondiale.

## Historique

### Développement

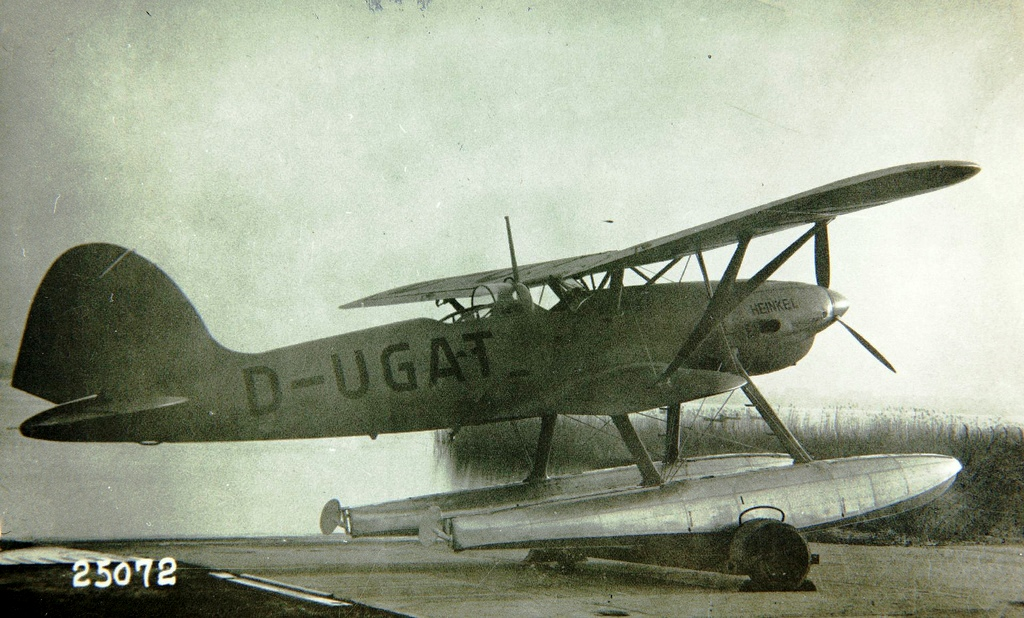
Prototype du Heinkel He 114V1 avec son moteur Daimler-Benz DB 600 de 960 ch.

Le Heinkel He 114 fut conçu à l'origine pour succéder au He 60 alors en service dans les rangs allemands. En 1935 la Kriegsmarine recherchait en effet un appareil de reconnaissance aérienne apte à servir aussi bien à partir de ses navires de guerre que depuis des hydrobases. Le nouvel hydravion se devait donc d'être compact. Deux constructeurs furent alors sélectionnés par le Reichsluftfahrtministerium pour fournir cette machine : Arado et Heinkel.
Lors des essais comparatifs qui eurent lieu entre le printemps 1936 et la fin de l'année 1937 il apparut que non seulement les deux motorisations choisies par Heinkel étaient insuffisantes, le Daimler-Benz DB 600 de 960 chevaux ou bien le BMW 132Dc plus léger de 880 ch, mais en plus son nouvel hydravion était bien moins maniable que le concurrent de chez Arado, l'Ar 196. C'est donc ce dernier qui fut commandé en série par la marine allemande et non le He 114.
Cependant les bonnes relations politiques qu'entretenait Ernst Heinkel avec le NSDAP fit que son He 114 fut finalement commandé en petite série par la Luftwaffe en tant qu'hydravion de reconnaissance côtière. À la même époque l'avionneur tenta de fournir son aéronef au marché de l'exportation.
Quelques exemplaires furent fournis à l'Espagne franquiste alors alliée des Nazis, mais également à la Roumanie et à la Suède.

### Engagement

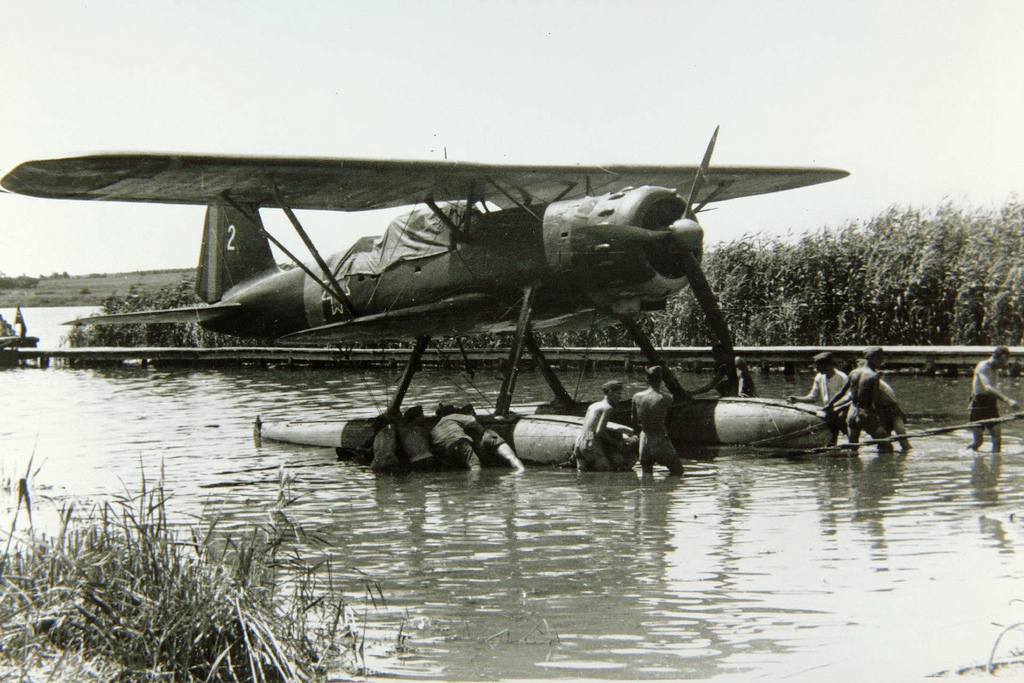
Heinkel He 114 roumain durant la Seconde Guerre mondiale.

On sait peu de chose de l'emploi que la Luftwaffe fit du He 114 durant la Seconde Guerre mondiale si ce n'est que certains furent employés en Grèce par les forces d'occupations allemandes entre 1941 et 1944.
À partir de 1942 les He 114 encore en Allemagne furent rétrocédés à des unités d'entraînement aérien laissant ainsi peu à peu la place aux bimoteurs He 115.
En Roumanie on sait néanmoins que l'appareil fut utilisé pour des missions de lutte antinavire, notamment contre les bâtiments de guerre soviétiques mouillant en Crimée. Les aviateurs roumains revendiquèrent d'ailleurs la destruction d'au moins quatre navires de la marine soviétique.
La Roumanie a conservé ses He 114 après guerre jusqu'en 1960 les utilisant alors dans différentes missions secondaires comme l'entraînement ou la surveillance frontalière.
Quant à la Suède qui désigna S12 ses He 114 on ne sait pas grand-chose de l'emploi de ces hydravions.

## Utilisateurs
- Espagne franquiste
- Reich allemand
- Roumanie
- Suède

## Description
Le Heinkel He 114 se présente sous la forme d'un hydravion à flotteurs sesquiplan construit en bois, contreplaqué, et métal. Sa propulsion est assurée par un moteur en étoile BMW modèle 132Dc d'une puissance de 880 ch entraînant une hélice tripale métallique. Le cockpit biplace en tandem accueillait le pilote et l'observateur. Ce dernier servait également l'unique mitrailleuse mobile MG15 de calibre 7,92 mm servant à la défense de l'hydravion.
Réputé peu stable, le Heinkel He 114 disposait d'un champ de vision assez réduit du fait du plan supérieur de voilure.

## Versions
- He 114V-1 : Désignation attribuée au prototype ayant volé avec un moteur Daimler-Benz DB 600 sous l'immatriculation civile D-UGAT.
- He 114A-0 : Désignation attribuée aux dix exemplaires de présérie.
- He 114A-1 : Désignation attribuée aux 33 exemplaires de la première série destinés à l'Allemagne nazie et à l'Espagne franquiste.
- He 114A-2 : Désignation attribué aux douze exemplaires embarqués dérivés du A-1 destinés à l'Allemagne nazie.
- He 114B-1 : Désignation attribuée aux 12 exemplaires de la première série d'exportation destinés à la Suède.
- He 114B-2 : Désignation attribuée aux six exemplaires de la deuxième série d'exportation destinés à la Roumanie.
- He 114B-3 : Désignation attribuée aux 12 exemplaires de la troisième série d'exportation destinés à la Roumanie.
- He 114C-1 : Désignation attribuée aux 14 exemplaires de la deuxième série destinés à l'Allemagne nazie.
- He 114C-2 : Désignation attribué aux quatre exemplaires désarmés et embarqués dérivés du C-1 destinés à l'Allemagne nazie.

## Aéronefs similaires
- Curtiss SOC Seagull
- Fairey Seafox